# كازونو (أكيتا)
كازونو مدينة تقع ضمن محافظة أكيتا في اليابان، تأسست في 4/1/1972، بلغ عدد تعداد سكانها في 1 يناير – 2008 حوالي 35543 مساحتها الإجمالية حوالي 707.34 كم٢ لتصبح كثافة سكانها 50.2 نسمة لكل كيلو متر مربع.

## المناخ
يظهر الجدول التالي التغييرات المناخية على مدار السنة لكازونو:
| البيانات المناخية لـكازونو             | البيانات المناخية لـكازونو | البيانات المناخية لـكازونو | البيانات المناخية لـكازونو | البيانات المناخية لـكازونو | البيانات المناخية لـكازونو | البيانات المناخية لـكازونو | البيانات المناخية لـكازونو | البيانات المناخية لـكازونو | البيانات المناخية لـكازونو | البيانات المناخية لـكازونو | البيانات المناخية لـكازونو | البيانات المناخية لـكازونو | البيانات المناخية لـكازونو |
| الشهر                                  | يناير                      | فبراير                     | مارس                       | أبريل                      | مايو                       | يونيو                      | يوليو                      | أغسطس                      | سبتمبر                     | أكتوبر                     | نوفمبر                     | ديسمبر                     | المعدل السنوي              |
| -------------------------------------- | -------------------------- | -------------------------- | -------------------------- | -------------------------- | -------------------------- | -------------------------- | -------------------------- | -------------------------- | -------------------------- | -------------------------- | -------------------------- | -------------------------- | -------------------------- |
| متوسط درجة الحرارة الكبرى °م (°ف)      | 0.6 (33.1)                 | 1.7 (35.1)                 | 5.6 (42.1)                 | 13.9 (57.0)                | 19.6 (67.3)                | 23.7 (74.7)                | 26.6 (79.9)                | 28.4 (83.1)                | 23.7 (74.7)                | 17.3 (63.1)                | 10.0 (50.0)                | 3.5 (38.3)                 | 14.5 (58.1)                |
| المتوسط اليومي °م (°ف)                 | −3.0 (26.6)                | −2.4 (27.7)                | 0.9 (33.6)                 | 7.6 (45.7)                 | 13.4 (56.1)                | 18.1 (64.6)                | 21.5 (70.7)                | 22.9 (73.2)                | 18.0 (64.4)                | 11.1 (52.0)                | 4.9 (40.8)                 | −0.2 (31.6)                | 9.4 (48.9)                 |
| متوسط درجة الحرارة الصغرى °م (°ف)      | −7.3 (18.9)                | −6.9 (19.6)                | −3.8 (25.2)                | 1.7 (35.1)                 | 7.6 (45.7)                 | 13.1 (55.6)                | 17.3 (63.1)                | 18.5 (65.3)                | 13.2 (55.8)                | 5.9 (42.6)                 | 0.4 (32.7)                 | −3.9 (25.0)                | 4.7 (40.5)                 |
| أدنى درجة حرارة °م (°ف)                | −22.4 (−8.3)               | −19.6 (−3.3)               | −16.8 (1.8)                | −9.9 (14.2)                | −1.8 (28.8)                | 3.2 (37.8)                 | 8.1 (46.6)                 | 8.6 (47.5)                 | 1.4 (34.5)                 | −2.3 (27.9)                | −11.4 (11.5)               | −16.6 (2.1)                | −22.4 (−8.3)               |
| الهطول مم (إنش)                        | 57.6 (2.27)                | 76.4 (3.01)                | 119.8 (4.72)               | 155.8 (6.13)               | 182.1 (7.17)               | 169.3 (6.67)               | 154.2 (6.07)               | 174.4 (6.87)               | 133.4 (5.25)               | 124.9 (4.92)               | 79.0 (3.11)                | 52.4 (2.06)                | 1٬477٫8 (58.18)            |
| متوسط تساقط الثلوج سم (إنش)            | 205 (81)                   | 166 (65)                   | 110 (43)                   | 2 (0.8)                    | 0 (0)                      | 0 (0)                      | 0 (0)                      | 0 (0)                      | 0 (0)                      | 0 (0)                      | 14 (5.5)                   | 129 (51)                   | 621 (244)                  |
| المصدر: وكالة الأرصاد الجوية اليابانية |                            |                            |                            |                            |                            |                            |                            |                            |                            |                            |                            |                            |                            |

## توأمة
لكازونو (أكيتا) اتفاقيات توأمة مع:
- شوبرون

## أعلام
- ياسوهيكو أوكوديرا
- يوتا كيمورا
- كينيتشي تاكاهاشي